# Sanka (café)
Pour les articles homonymes, voir Sanka.
Sanka est une marque de café décaféiné instantané, vendue dans le monde entier, et est l'une des premières variétés décaféinées.
Sanka est distribué aux États-Unis par Kraft Foods.

## Histoire
Le café décaféiné est développé en 1903 par une équipe de chercheurs dirigée par Ludwig Roselius à Brême, en Allemagne. Il est vendu pour la première fois en Allemagne et dans de nombreux autres pays européens en 1905-1906 sous le nom de Kaffee HAG (abréviation de Kaffee Handels -Aktien-Gesellschaft, ou Coffee Trading Public Company). En France, le nom de la marque est Sanka, dérivé des mots « sans caféine ». La marque arrive aux États-Unis en 1909–1910, où elle est commercialisée pour la première fois sous le nom de « Dekafa » ou « Dekofa » par un agent de vente américain.
En 1914, Roselius fonde à New York sa propre société, Kaffee Hag Corporation. Lorsque Kaffee Hag est confisqué par le dépositaire de la propriété étrangère pendant la Première Guerre mondiale et vendu à une entreprise américaine, Roselius perd non seulement sa société, mais également les droits de marque américains sur le nom. Pour rétablir son produit, il commence à utiliser le nom de marque Sanka en Amérique.
En Europe, la société Hag utilise la marque Sanka dans de nombreux pays (entre autres Pays-Bas, Belgique, Allemagne, Suisse) comme alternative moins chère à la marque premium Coffee Hag. La marque disparait dans ces pays après la Seconde Guerre mondiale, mais elle continue à exister jusqu'aux années 1970 en tant que marque haut de gamme en France. Commercialisé pour la première fois aux États-Unis en 1923, le Sanka n'est initialement vendu que dans deux cafés « Sanka » à New York, mais il est rapidement commercialisé à plus grande échelle.

## Albums Sanka
En France, la marque a publié des albums de reproductions d'images héraldiques dans le même style que les albums de Coffee Hag. Cependant, seuls six albums sur les 42 prévus ont été publiés.